# 실음악
실음악(失音樂, Amusia)은 음악의 리듬, 박자, 템포 등을 인지하지 못하는 증상이다.
실음악은 주로 피치 처리의 결함으로 나타나지만 음악적 기억과 인식을 포함하는 음악 장애이다. 실음악의 두 가지 주요 분류가 존재한다. 뇌 손상의 결과로 발생하는 후천적 실음악과 출생 시부터 존재하는 음악 처리 이상으로 인해 발생하는 선천성 실음악이다.
연구에 따르면 선천성 무음증은 세립 음조 구별이 결손되어 있으며 인구의 4%가 이 장애를 가지고 있는 것으로 나타났다. 획득한 음악은 여러 형태를 취할 수 있다. 뇌 손상이 있는 환자는 실어증 환자가 선택적으로 말을 하지 못하지만 때때로 여전히 노래를 부를 수 있는 것처럼 말을 아끼면서 음악 소리를 생성하는 능력의 상실을 경험할 수 있다. 다른 형태의 실음악은 음악 처리의 특정 하위 프로세스에 영향을 미칠 수 있다. 현재 연구는 리듬, 멜로디, 음악의 감정 처리 사이의 분리를 입증했다.

## 같이 보기
- 음치